# Слизневое
Слизневое либо Слезнёво либо Слёзное (укр. Слизневе, Слизне) — село в Ольховатской сельской общине Купянского района Харьковской области Украины.
Код КОАТУУ — 6321485519. Население по переписи 2001 г. составляло 5 (3/2 м/ж) человек.

## Географическое положение
Село Слизневое находится возле урочища Мертелов;
на расстоянии в 2 км расположены сёла:
Гогино,
Нефедовка,
Должанка.
В селе находятся истоки безымянной реки, которая через 5 км впадает в реку Плотва; на реке несколько запруд;
вокруг села небольшой лесной массив (дуб, клён).
В некоторых источниках село упоминается как Слёзное.

## История
- 1699 — дата основания.
- До 1989 года село входило в Чернянский сельский совет Великобурлуцкого района.
- С 1989 по 17 июля 2020 года село входило в Фёдоровский сельский совет, Великобурлукский район, Харьковская область.